# Ваво
Ва́во (індонез. Wawo) — один з 18 районів округу Біма провінції Західна Південно-Східна Нуса у складі Індонезії. Розташований у центральній частині. Адміністративний центр — село Камбіло.
Населення — 16504 особи (2013; 16424 в 2012, 16250 в 2010).

## Адміністративний поділ
До складу району входять 9 сіл:
| Населений пункт   | Населення, осіб (2010) |
| ----------------- | ---------------------- |
| Камбіло, село     | 2010                   |
| Комбо, село       | 1697                   |
| Маріа, село       | 2929                   |
| Маріа-Утара, село | 2016                   |
| Нторі, село       | 2031                   |
| Песа, село        | 1743                   |
| Раба, село        | 2089                   |
| Ріамау, село      | 605                    |
| Тарлаві, село     | 1130                   |